# Xenostegia medium
Xenostegia medium är en vindeväxtart som först beskrevs av Carl von Linné, och fick sitt nu gällande namn av D.F. Austin och G.W. Staples. Xenostegia medium ingår i släktet Xenostegia och familjen vindeväxter. Inga underarter finns listade i Catalogue of Life.